# Yolandi du Toit
Pour les articles homonymes, voir du Toit.
Yolandi du Toit, née le 3 juin 1985 à Welkom, est une coureuse cycliste sud-africaine.

## Carrière
Elle obtient la médaille d'or en course en ligne aux Championnats d'Afrique de cyclisme sur route 2006 à Port-Louis. Aux Championnats d'Afrique de cyclisme sur route 2007 à Casablanca, elle est médaillée d'argent du contre-la-montre et médaillée de bronze de la course en ligne. Elle est médaillée d'or en course en ligne ainsi qu'en course en ligne par équipes aux Jeux africains de 2007 à Alger.
Sur le plan national, elle est troisième en cross-country en 2011 aux Championnats d'Afrique du Sud de VTT.

## Palmarès sur route

### Par années
- 2006
  -  Championne d'Afrique sur route
- 2007
  -  Médaillée d'or de la course en ligne aux Jeux africains
  -  médaillée d'argent du championnat d'Afrique du contre-la-montre
  -  médaillée de bronze du championnat d'Afrique sur route

### Classements mondiaux
| Année                                 | 2015 | 2016 |
| ------------------------------------- | ---- | ---- |
| Classement UCI                        | 328e | 338e |
|                                       |      |      |
| Légende : nc = non classéSource : UCI |      |      |

## Palmarès en VTT
- 2011
  - 3e du championnat d'Afrique du Sud de cross-country